# Lutețiu
Lutețiul este un element chimic cu simbolul Lu și cu numărul atomic 71. Este ultimul element din seria lantanidelor, care, împreună cu contracția lantanidelor, explică câteva proprietăți importante ale lutețiului, astfel el este cel mai dur și mai dens lantanid. Spre deosebire de alte lantanide, care se află în blocul f al Sistemului Periodic al elementelor, acest element este poziționat în blocul d; totuși, câteodată și elementul numit lantan este clasificat ca făcând parte din blocul d. Din punct de vedere chimic, lutețiul este un lantanid tipic: starea sa de oxidare comună este de +3, ce poate fi observată în oxizii săi, în compușii interhalogenici sau în alți compuși. Într-o soluție apoasă, ca compușii altor lantanide mai grele, compușii de lutețiu formează un complex cu nouă molecule de apă înglobate în molecula lor. (se spune despre ei că sunt nonahidrați).
Lutețiul a fost descoperit în mod independent în anul 1907 de către omul de știință francez Georges Urbain, mineralogul austriac Baron Carl Auer von Welsbach și chimistul american Charles James. Toți aceștia au descoperit lutețiul ca o impuritate în yterbină, care se credea că ar fi compusă numai din yterbiu. A urmat o dispută privind prioritatea descoperirii, Urbain și von Welsbach acuzându-se reciproc de influențarea celuilalt din ceea ce a publicat celălalt. Onoarea denumirii a revenit lui Urbain, care a publicat rezultatele mai devreme. A ales numele "luteciu" (lutecium), dar în 1949 numele elementului 71 a fost schimbat în lutețiu (lutetium). În 1909, prioritatea i-a fost acordată în sfârșit lui Urbain și numele acordat de acesta a fost adoptat oficial; însă, numele cassiopeiu (și mai târziu casiopiu), acordat de von Welsbach a fost folosit de oamenii de știință germani până în anii '50. Ca și alte lantanide, lutețiul este unul dintre elementele incluse în mod tradițional în categoria pământurilor rare.
Lutețiul este rar și scump; în consecință, are puține utilizări specifice. De exemplu, izotopul radioactiv lutețiu-176 este folosit în tehnica nucleară pentru determinarea vârstei meteoriților. Lutețiul este întâlnit deseori în combinație cu ytriul și este utilizat uneori în aliaje și pe post de catalizator în unele reacții chimice.177Lu-DOTA-TATE este utilizat terapia cu radionuclide (vezi medicină nucleară) a tumorilor neuroendocrine.

## Caracteristici

### Proprietăți fizice
Un atom de lutețiu are 71 de electroni, având configurația electronică[Xe]4f145d16s2. Când se află într-o reacție chimică, atomul pierde cei mai periferici doi electroni și singurul electron 5d, care nu aparține unui substrat deschis. Atomii de lutețiu sunt mai mici decât atomii altor lantanide, acest fapt datorându-se contracției lantanidelor.
Lutețiul este un metal trivalent de culoare alb-argintie și rezistent la coroziune. Multe proprietăți ale lutețiului metalic se bazează pe faptul că acesta este ultimul lantanid și pe contracția lantanidelor - raza atomică a lutețiului este cea mai mică dintre lantanide, având jumătate din raza celui mai mare lantanid, lantanul. De exemplu, lutețiul (comparat cu alte lantanide) este cea mai mare densitate, punct de topire și duritate.

### Proprietăți chimice și compuși
Lutețiul este un metal bazic care are adesea starea de oxidare +3 în compuși. Totuși, compușii săi au adesea numele format după nomenclatura Stock (de exemplu, clorura de lutețiu (III) este același lucru cu clorura de lutețiu). Încă o dată, această proprietate se aseamănă cu a altor lantanide.
Majoritatea soluțiile apoase ale sărurilor de lutețiu sunt incolore și formează cristale de culoare albă în urma încălzirii. Însă, excepția de la regulă este iodura. Sărurile solubile, ca și azotatul, sulfatul și acetatul formează hidrați în timpul cristalizării. Oxidul, hidroxidul , fluorura, carbonatul, fosfatul și oxalatul sunt insolubile în apă.
Lutețiul metalic este ușor instabil în aer la temperatură standard, dar arde rapid la 150 °C pentru a forma oxidul de lutețiu. Compusul rezultat este cunoscut pentru că poate absorbi apa și dioxidul de carbon, și poate fi utilizat pentru a îndepărta vaporii acestor compuși din diferite atmosfere. Observări asemănătoare au fost făcute în timpul reacțiilor dintre lutețiu și apă (reacția se desfășoară încet în apă rece și repede în apă fierbinte); hidroxidul de lutețiu este format în reacție. Lutețiul metalic reacționează cu cei mai ușori patru halogeni pentru a forma trihalogenuri; toate dintre acestea (exceptând fluorura) sunt solubile în apă.
Lutețiul se dizolvă rapid chiar și în acizi slabi, și în acid sulfuric diluat pentru a forma soluții ce conțin ionii de lutețiu incolori, care există sub forma complexului [Lu(H2O)9]3+:
2 Lu + 3 H2SO4 + 18 H2O → 2 [Lu(H2O)9]3+ + 3 SO42- + 3 H2↑

### Izotopi
Lutețiul se găsește pe Pământ sub forma a doi izotopi: lutețiu-175 și lutețiu-176. Dintre aceștia, numai primul este stabil, ca element monoizotopic. Cel de-al doilea, lutețiul-176, se descompune prin emisie beta și are un timp de înjumătățire de 3.78×1010 ani; formează aproximativ un sfert din cantitatea de lutețiu din natură.
Până acum, au fost caracterizați 32 radioizotopi sintetici ai elementului, al căror domeniu de mase este între 149.973 (lutețiu-150) până la 183.961 (lutețiu-184); cei mai stabili izotopi sunt lutețiu-174 cu un timp de înjumătățire de 3.31 ani, și lutețiu-173 cu un timp de înjumătățire de 1.37 ani. Toți ceilalți izotopi radioactivi au timpi de înjumătățire de mai puțin de 9 zile, majoritatea acestora având timpi de înjumătățire de mai puțin de o jumătate de oră. Isotopes lighter than the stable lutetium-175 decay via electron capture (to produce isotopes of ytterbium), with some alpha and positron emission); the heavier isotopes decay primarily via beta decay, producing hafnium isotopes.
The element also has 42 nuclear isomers, with masses of 150, 151, 153—162, 166—180 (not every mass number corresponds to only one isomer). The most stable of them are lutetium-177m, with half-life of 160.4 days and lutetium-174m, with half-life of 142 days; this is longer than half-lives of the ground states of all radioactive lutetium isotopes, except only for lutetium-173, 174, and 176.

## Istoric
Lutețiul, nume derivat din denumriea latină a cetății Lutetia, ce a precedat Parisul, a fost descoperit în mod independent în 1907 de către chimistul francez Georges Urbain, geologul autriac Baron Carl Auer von Welsbach și chmistul american Charles James. Au descoperit elementul ca fiind o impuritate în mineralul ytterbia, despre care chimistul elvețian Jean Charles Galissard de Marignac credea că nu conține decât yterbiu. Oamenii de știință implicați au propus diferite nume pentru acest element: Urbain a ales neoyterbiu și luteciu,, în timp ce Welsbach a ales aldebaraniu și cassiopeiu. Ambii oameni de știință se acuzau reciproc de publicarea rezultatelor bazate pe lucrările celuilalt.
Comisia pentru Mase Atomice, care era atunci responsabilă pentru atribuirea de nume noilor elemente, a rezolvat disputa dând prioritate lui Urbain și adoptând numele acordat de acesta, bazând această decizie pe faptul că separarea lutețiului de yterbiul lui Marignac a fost descrisă mai întâi de către Urbain; După ce numele alese de Urbain au fost recunoscute, neoyterbiul a revenit la yterbiu. Până prin anii 1950, unii chimiști germani numeau lutețiul cu denumirea lui von Welsbach, cassiopeiu; în 1949, ortografierea elementului 71 s-a schimbat din luteciu în denumirea actuală, lutețiu. Însă, eșantioanele de lutețiu ale lui Welsbach din 1907 erau pure, în timp ce eșantioanele din același an ale lui Urbain conțineau doar urme de lutețiu. Acest lucru l-a indus în eroare pe Urbain și acesta a crezut că a descoperit și elementul 72, pe care l-a numit celțiu, care de fapt era lutețiu ultrapur. Charles James, care nu s-a implicat în disputa priorității, a lucrat la o scară mult mai mare și poseda cea mai mare cantitate de lutețiu a vremii. Lutețiu pur în stare metalică a fost produs pentru prima oară în 1953.

## Răspândire și producție

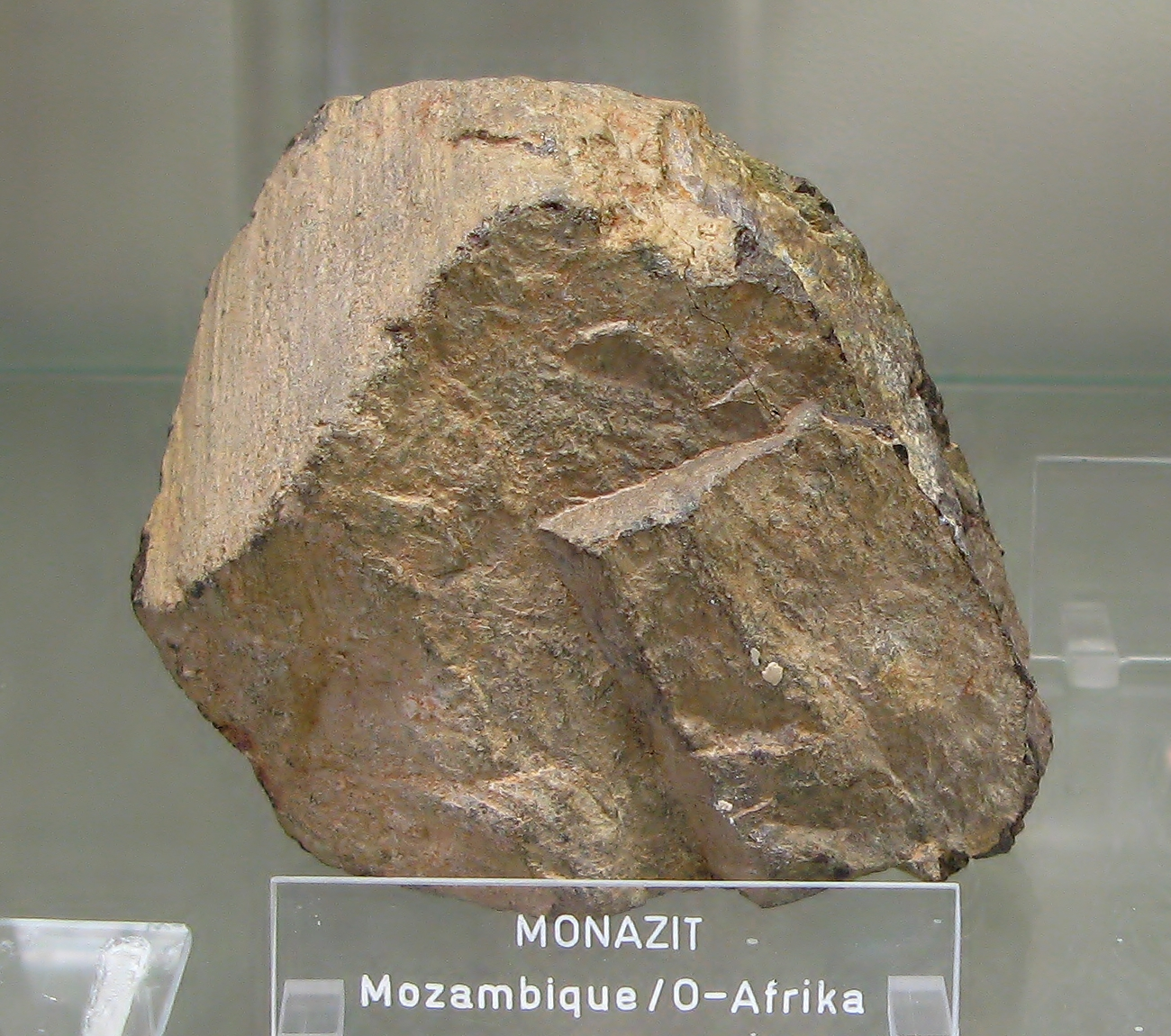
Monazit

Găsit împreună cu aproape toate celelalte pământuri rare, niciodată singur, lutețiul este foarte dificil de separat. Principalul minereu comercial de lutețiu este mineralul numit monazit, cu un conținut de lutețiu de 0.0001%. Concentrația de lutețiu în crusta Pământului este de aproximativ 0.5 mg/kg. Zonele de extracție principale se află în China, Statele Unite, Brazilia, India, Sri Lanka și Australia. Producția mondială de lutețiu (sub formă de oxid) este de aproximativ 10 tone anual. Lutețiul metalic pur este foarte dificil de preparat. Este unul dintre cele mai rare și mai scumpe pământuri rare, având un preț care ajunge la US$10,000 per kilogram, adică aproximativ un sfert din cel al aurului.
Minereul sfărâmat este tratat cu acid sulfuric concentrat, fierbinte, pentru a produce sulfați solubili în apă ale pământurilor rare. Thoriul precipită din soluție ca hidroxid și este îndepărtat. După aceea, soluția este tratată cu oxalat de amoniu pentru a converti pământurile rare în oxalați insolubili. Oxalații sunt apoi convertiți în oxizi prin recoacere. Oxizii sunt apoi dizolvați în acid azotic, care exclude astfel unul dintre componenții principali, ceriul, al cărui oxid este insolubil în HNO3. Unele pământuri rare, inclusiv lutețiul, sunt separate ca săruri duble cu azotat de amoniu, prin cristalizare. Lutețiul este separat prin schimb de ioni. În acest proces, ionii de pământuri rare sunt absorbiți într-o rășină specială prin schimb de ioni de hidrogen, amoniu sau ioni cuprici prezenți în rășină. Sărurile de lutețiu sunt apoi spălate selectiv cu un complex ionic special. Lutețiul metalic este apoi obținut prin reducere din LuCl3 anhidru sau LuF3 fie printr-un metal alcalin, fie printr-un metal alcalino-pământos.
2 LuCl3 + 3 Ca → 2 Lu + 3 CaCl2

## Aplicații
Din cauza rarității și a prețului mare, lutețiul are puține utilizări comerciale. Lutețiul stabil poate fi utilizat pe post de catalizator în cracarea petrolului în rafinării și mai poate fi utilizat și în aplicații de alchilare, hidrogenare și polimerizare.
Granatul cu conținut de aluminiu și lutețiu a fost propus pentru realizarea de lentile cu index de refracție mare în litografia prin imersie. O cantitate infimă de lutețiu se adaugă ca dopant în granatul cu gadoliniu și galiu folosit la memoriile cu bule magnetice. Ortosilicatul de lutețiu dopat cu ceriu este compusul cel mai folosit în detectorii tomografia cu emisie de pozitroni (PET). Lutețiul este folosit ca luminofor în construcția LED-urilor albe folosite pentru iluminat.
În afara lutețiului stabil, câțiva dintre izotopii săi au utilizări specifice. Timpul de înjumătățire și modul de descompunere nucleară fac lutețiul-176 un bun emițător beta, utilizând lutețiu expus actiării cu neutroni, și folosit la datarea meteoriților. Izotopul sintetic lutețiu 177, folosit în combinație cu octreotat (un analog al somatostinului) este folosit experimental în terapia cu radionuclide pentru tumorile neuroendocrine.
Tantalatul de lutețiu (LuTaO4) este cel mai dens material stabil potrivit pentru ecranele de radiografie (densitate 9.81 g/cm3) Cel mai dens material similar este dioxidul de thoriu, cu o densitate de 10 g/cm3, însă thoriul pe care îl conține este radioactiv.

## Precauții
Ca și celelalte pământuri rare, lutețiul este privit ca un metal cu toxicitate scăzută, însă compușii săi trebuie tratați cu grijă: de exemplu, inhalarea de flourură de lutețiu este periculoasă, fiind un compus care irita pielea. Azotatul de lutețiu poate fi periculos pentru ca poate exploda sau arde când este încălzit. Pudra de oxid de lutețiu este de asemenea toxică dacă este inhalată sau ingerată.
La fel ca și celelalte elemente din grupa a treia și ca lantanidele, lutețiul nu are niciun rol biologic, dar se găsește chiar și în țesuturile celui mai evoluat organism, cel uman, concentrându-se în oase și apoi în ficat și rinichi. Sărurile de lutețiu se găsesc alături de alte săruri de lantanide în natură. Lutețiul este cel mai rar lantanid din corpul uman. Dieta umană nu a fost monitorizată cu privire la conținutul de lutețiu, astfel încât nu se știe în ce cantitate este ingerat, dar estimările indică în jur de câteva micrograme pe an, provenind din vegetale. Sărurile solubile de lutețiu sunt ușor toxice, celor insolubile lipsindu-e toxicitatea.